# Tristaniopsis jaffrei
Tristaniopsis jaffrei är en myrtenväxtart som beskrevs av J.W.Dawson. Tristaniopsis jaffrei ingår i släktet Tristaniopsis och familjen myrtenväxter. Inga underarter finns listade i Catalogue of Life.